# Trompeta piccolo
La trompeta piccolo és més petita que la resta de les trompetes i sona una octava més aguda que la trompeta en si-bemoll mezzosoprano. Amb aquest instrument es toca amb més seguretat i facilitat en el registre agut. Cal no confondre-la amb la trompeta pocket.

## Disseny
El tub de la trompeta piccolo és exactament la meitat de llarg que el d'una trompeta en si-bemoll ordinària. Té quatre pistons, encara que hi ha models amb tres pistons. El quart pistó exerceix la funció de transpositor i baixa 5 semitons l'afinació de la trompeta. Això amplia la gamma de notes greus i proporciona una digitació alternativa, millorant l'entonació d'algunes notes.
La trompeta afinada a Re rep el nom de trompeta de Bach i va ser construïda el 1890 pel fabricant d'instruments belga Victor Mahillon per interpretar parts de les obres de Bach i Händel. La trompeta piccolo moderna permet als intèrprets executar parts amb dificultat per a trompeta de la música barroca, com el Concert de Brandenburg núm. 2 o la Missa en si menor. Adolf Scherbaum va ser el primer instrumentista a especialitzar-se en el repertori de trompeta piccolo i a descobrir noves obres barroques, fent transcripcions originals. Maurice André va elaborar més tard el repertori modern per a trompeta piccolo, tocant l'instrument al llarg de cinquanta anys.
La tècnica de producció del so és bàsicament la mateixa que utilitzen les trompetes afinades a Si ♭. La pressió de l'aire i la llengua són diferents i alguns trompetistes fan servir un filtre més petit per a la trompeta piccolo.

## Penny Lane
El solo de trompeta piccolo del tema de The Beatles Penny Lane, que va introduir l'instrument a la música pop, va ser interpretat per David Mason. Paul McCartney no estava satisfet amb els primers intents de la cançó instrumental (un dels quals es va estrenar a Anthology 2) i es va decidir a utilitzar l'instrument després d'haver sentit el rendiment de Mason a la ràdio de la BBC del segon Concert de Brandenburg i li va demanar a George Martin utilitzar la "tremendament aguda" trompeta. Finalment, Mason va gravar el solo de trompeta piccolo. L'ús de l'instrument és ara comú en molts gèneres musicals. Maurice André, Otto Sauter, Guy Touvron, Reinhold Friedrich, Adolf Scherbaum, Markus Stockhausen, Wynton Marsalis i Hakan Hardenberger són alguns intèrprets famosos de trompeta piccolo.